# Mestre de les Figures Anèmiques
El Mestre de les Figures Anèmiques fou un pintor del gòtic actiu a la primera meitat del segle xv a Catalunya. L'historiador de l'art Chandler Post anomenà d'aquesta manera al pintor «...a causa dels seus tipus sense sang, tan mancats de valors tàctils...», referint-se als rostres de les figures representades. Es creu que disposava d'un taller a la Catalunya central en conservar-se obra principalment d'Osona i el Bages.
La seva obra restà influenciada pel pintor contemporani Lluís Borrassà. Perfila les figures amb una línia negra per a definir el volum de les figures.

## Algunes obres
- Retaule dedicat a sant Martí de Tours de la primera meitat del segle xv, conservat al Museu Episcopal de Vic[1]
- Retaule dedicat a Santa Úrsula i de les Onze Mil Verges, pintat entre 1425 i 1450, conservat a l'església de Sant Miquel de Cardona - aquí s'ha perdut la predela i el compartiment central, que ha estat substituit pel contemporani compartiment central del Retaule de l'Esperit Sant, de Pere Vall.[2][3]